# Alpes Grésivaudan Classic 2022
De eerste editie van de wielerwedstrijd Alpes Grésivaudan Classic vond plaats op 5 juni 2022. De 105 deelneemsters startten in Plateau-des-Petites-Roches en finishten 119,8 kilometer later in het skioord Les 7 Laux. De wedstrijd had de categorie 1.2. De Française Évita Muzic won, voor haar 17-jarige landgenote Églantine Rayer en de Duitse Clara Koppenburg.

## Parcours
De wedstrijd startte in Plateau-des-Petites-Roches. Onderweg moesten onder meer de Col de Mouilles en de Col du Barioz worden beklommen. De finish lag na een lange beklimming in het wintersportgebied Les 7 Laux. 

## Uitslag
| Plaats  | Naam             | Ploeg                                     | Tijd     |
| ------- | ---------------- | ----------------------------------------- | -------- |
| Winnaar | Évita Muzic      | Frankrijk                                 | 4u01'16" |
| 2       | Églantine Rayer  | Frankrijk junioren                        | z.t.     |
| 3       | Clara Koppenburg | Cofidis                                   | + 2"     |
| 4       | Adèle Normand    | Emotional.fr-Tornatech-GSC Blagnac VS31   | + 10"    |
| 5       | Morgane Coston   | Frankrijk                                 | + 1'13"  |
| 6       | Špela Kern       | Massi-Tactic                              | + 1'15"  |
| 7       | Olivia Onesti    | Cofidis                                   | + 1'19"  |
| 8       | Maeva Squiban    | Stade Rochelais Charente-Maritime         | + 1'33"  |
| 9       | Léna Gérault     | Chambéry                                  | + 2'08"  |
| 10      | Simone Boilard   | St Michel-Auber93                         | + 2'22"  |
| 11      | Sandra Levenez   | Cofidis                                   | + 3'38"  |
| 12      | Fernanda Yapura  | Macadam's Cowboys                         | + 9'32"  |
| 13      | Olha Koelynytsj  | Bingoal Casino-Chevalmeire-Van Eyck Sport | + 11'19" |
| 14      | Marion Colard    | Stade Rochelais Charente-Maritime         | z.t.     |
| 15      | Maaike Coljé     | Massi-Tactic                              | z.t.     |
| 16      | Laura Molenaar   | WV Schijndel                              | z.t.     |
| 17      | Natalia Franco   | WCC                                       | + 11'21" |
| 18      | Lotte Claes      | Bingoal Casino-Chevalmeire-Van Eyck Sport | z.t.     |
| 19      | Katharina Fox    | Maxx-Solar Lindig                         | + 11'47" |
| 20      | Annabel Fisher   | Chambéry                                  | + 13'23" |

2022 · 2023 · 2024 · 2025